# Radio Rwanda
Radio Rwanda es una emisora de radio de la Agencia de Radiodifusión de Ruanda (Rwanda Broadcasting Agency, RBA), una emisora pública que también es propietaria de la Televisión Ruandesa (Rwandan Television, RTV), Magic FM y otras emisoras de radio públicas. Emite en francés, inglés, kiñaruanda y suajili.

## Historia
Fue hasta 1990 la única emisora radial de Ruanda. Poco tiempo después de haberse iniciado la guerra civil en el país, el Frente Patriótico Ruandés constituyó su propia emisora radial, Radio Muhabura.
En marzo de 1992, Radio Ruanda dio información falsa sobre el posible asesinato de funcionarios hutu, después de lo cual muchos tutsi fueron asesinados en la región de Bugesera. Cuando se inició el gobierno de transición en abril de 1992, se le exigió al presidente Juvénal Habyarimana la reorientación de la radio. Mantuvo su papel de radio estatal, pero dejó de ser vocera del partido MRND. Debido a este cambio y la creciente influencia de Radio Muhabura, los hutus radicales en 1993 crearon una nueva estación de radio, Radio Télévision Libre des Mille Collines (RTLM), que emitía discursos de odio contra los tutsi. Pese a que las radios eran diferentes e independientes, RTLM y Radio Rwanda emitían en la misma longitud de onda, en diferentes momentos, lo que podía conducir a la gente a confundir las dos emisoras. Durante el genocidio de Ruanda en 1994, la radio no promovió el intento de exterminio del pueblo tutsi, a diferencia de la RTLM.
De 1997 a 2000 la radio fue mejorada y rehabilitada extensamente con fondos alemanes.
En 2013, la cantante Cécile Kayirebwa demandó a varias emisoras de radio ruandesas incluyendo Radio Ruanda. Señaló que su música era frecuentemente transmitida, pero no había recibido regalías.